# دمرود
دمرود یکی از روستاهای شهرستان دره‌شهر واقع در بخش ماژین این شهرستان و دهستان ماژین استان ایلام واقع شده‌است.